# Counting Down the Days
Albums de Natalie Imbruglia
White Lilies Island
(2001) Glorious: The Singles 1997-2007
(2007)
Counting Down the Days est le troisième album de la chanteuse australienne Natalie Imbruglia. Il paraît le 4 avril 2005 en Grande-Bretagne et le 25 avril en France.

## Liste des titres
- 1. Starting Today
- 2. Shiver
- 3. Satisfied
- 4. Counting Down the Days
- 5. I Won't Be Lost
- 6. Slow Down
- 7. Sanctuary
- 8. Perfectly
- 9. On The Run
- 10. Come On Home
- 11. When You're Sleeping
- 12. Honeycomb Child

## Singles
Il sera extrait 2 singles à cette date de cet opus :
- Shiver (mars 2005)
- Counting Down the Days (juillet 2005)